# Gleditsia assamica
Gleditsia assamica är en ärtväxtart som beskrevs av Norman Loftus Bor. Gleditsia assamica ingår i släktet Gleditsia och familjen ärtväxter. Inga underarter finns listade i Catalogue of Life.